# Gary Breen
Gary Patrick Breen (Hendon, Londres, 12 de dezembro de 1973) é um futebolista irlandês nascido na Inglaterra.
Foi convocado à Copa do Mundo de 2002 para representar a Irlanda, tendo marcado um gol na vitória de 3–0 sobre a Arábia Saudita na fase de grupos.